# 杏仁核劫持

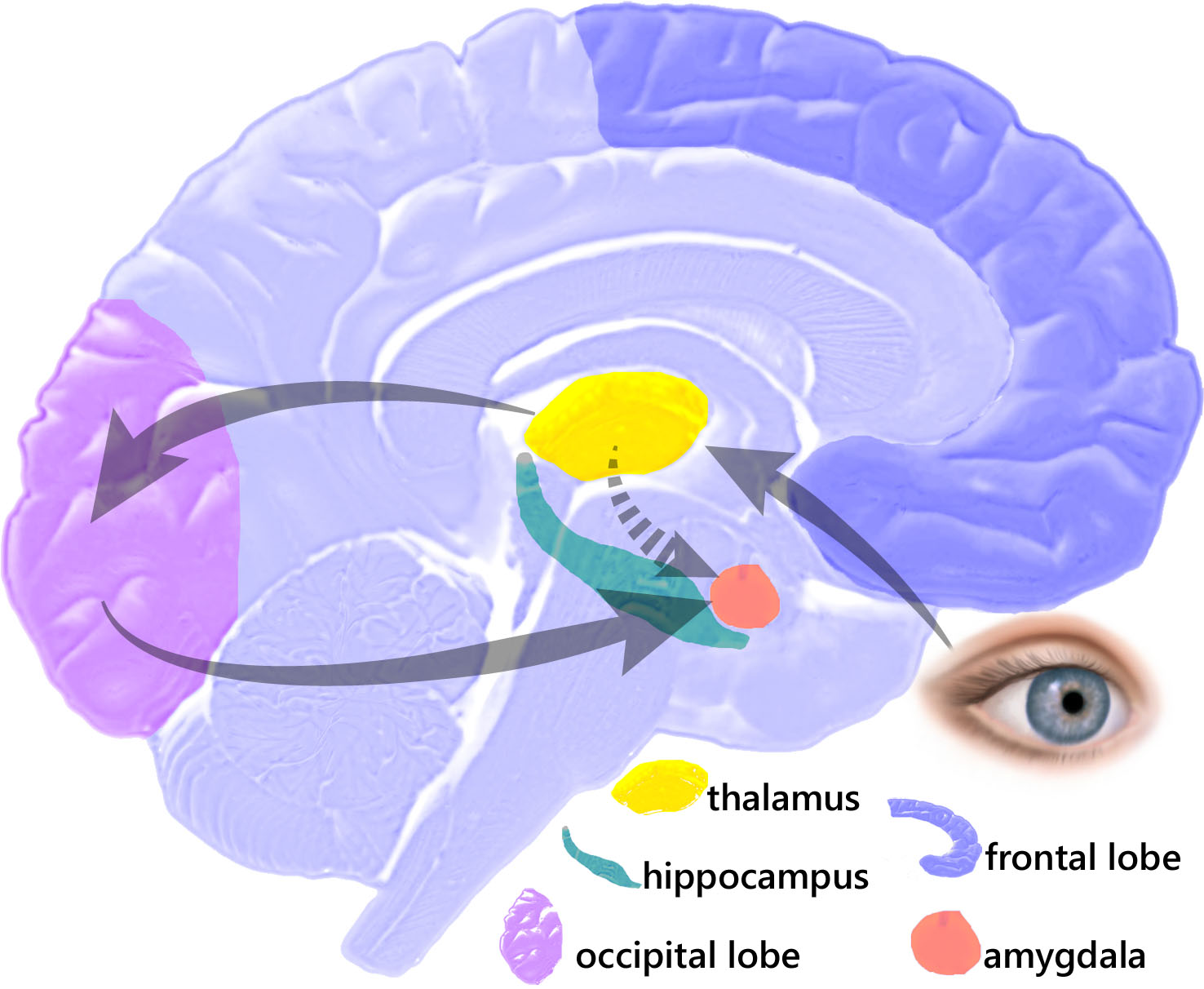
杏仁核劫持 - 把情緒刺激，感知為有害、一種攻擊或有生存威脅而做出的反應。

杏仁核劫持 (英語：Amygdala hijack）是一個迅速且壓倒性的情緒反應，往往情緒反應都是過大及過敏，導致更嚴重的情緒威脅。這個名詞是心理學家丹尼尔·高尔曼於1996年，在他的暢銷書 《情商：為何它比智商更重要》（Emotional Intelligence: Why It Can Matter More Than IQ）中所創。

## 定義
感知器官輸出首先會由丘腦接收。部分丘腦的刺激會直接進入杏仁核（或情緒/非理性腦），其他則會傳送至皮質層或理智大腦。如果杏仁核收到的感智與刺激匹配，即海馬體中的經驗記錄告訴杏仁核，這是一個戰鬥或逃跑反應， 杏仁核會觸發下丘腦—垂體—腎上腺軸，並劫持或操控理性大腦的功能。
由於情感腦處理訊息比理性腦快幾毫秒，杏仁核可能在皮質層(理性腦)還未收到信息時已經行動。如果杏仁核錯誤判斷為威脅或緊急狀態（有時可能只係情緒上的威脅或情緒上的緊急狀態），便可令一個人作出非理性及破壞性的反應。
高尔曼認為情緒是“讓我們注意現在的緊急情況，及讓我們迅速，在不作出任何反思及不作理性思考下作出行動，這可能是因為情緒發展都是很早期的活動：是我吃掉對方，不然就是被對方吃掉”。“如果杏仁核判斷為威脅，情緒反應會在毫秒內接管整個腦部。”杏仁核劫持有三個訊息：強烈情緒反應、突然發作、發作後才意識到自己的行為不當。
高爾曼後來強調無論是在工作場合，還是在私人生活中“當面對一個處於杏仁核劫持發作中的時候......自我控制變得非常重要”以避免產生對應的劫持。譬如“一種維持婚姻的重要能力是讓伴侶學會自己撫慰本身的痛苦情緒……當丈夫或妻子處於情感劫持中時，事情無法得到正面解決。”而危險在於“當我們陷入“杏仁核劫持”的情境時，我們大腦邊緣系統的情緒記憶在沒有邏輯或理性的情況下去控制我們的反應，讓我們把伴侶當成是敵人，導致我們的身體進入‘戰鬥或逃跑’的反應。”

## 劫持的正面影響
高爾曼指出，“並非所有的邊緣系統劫持都會令人痛苦。當一個笑話讓某人大笑，以至於笑聲幾乎震耳欲聾的時候，這也是一種在強烈快樂時刻所發生的劫持作用。”
他還引用一個男人在運河邊散步時，看到一個女孩驚恐的看著河面的案例。“在他完全想清楚之前，身上還穿著外套和領帶就跳進水裡。但當他在水中時，才意識到那個女孩所看著的是個落水的學步年齡小孩，而終能把小孩救起。”

## 情緒再學習
美國神經科學家約瑟夫·勒杜克斯對於人類學習控制杏仁核在情緒爆發上所扮演的角色持正面態度，認為情緒系統可以學習，甚至可以教導人們的新皮質如何抑制他們的杏仁核。